# Gädheim
Gädheim település Németországban, azon belül Bajorországban. Lakosainak száma 1319 fő (2023. december 31.).

## Népesség
A település népessége az elmúlt években az alábbi módon változott:
| Lakosok száma | 288  | 458  | 560  | 1085 | 1270 | 1267 | 1272 | 1257 | 1304 | 1319 |
|               | 1875 | 1950 | 1975 | 1987 | 2012 | 2014 | 2016 | 2017 | 2021 | 2023 |